# Cátedra Miguel Sánchez-Mazas
La Cátedra Miguel Sánchez-Mazas fue fundada oficialmente en 1999 como órgano de extensión universitaria de la Universidad del País Vasco-Euskal Herriko Unibertsitatea, nombrándose coordinador de la misma a Andoni Ibarra, profesor de filosofía de la ciencia en esa misma universidad. La Cátedra lleva el nombre del que fuera catedrático de filosofía y director del Departamento de Lógica y Filosofía de la Ciencia de la UPV/EHU, profesor Miguel Sánchez Ferlosio.

## Historia
La Cátedra es un centro de referencia en el estudio de la ciencia y la tecnología. Un grupo amplio de investigadores de procedencia internacional y multidisciplinar investiga en la Cátedra tanto sobre los aspectos sociales (también llamados "externos") como sobre los aspectos más técnicos (o "internos") de la práctica científica. Temas como la gestión del riesgo en política científica, la gobernanza, la innovación, son tratados de forma integrada por filósofos, ingenieros, sociólogos, o psicólogos sociales. 
Por otra parte, aspectos más intrínsecos de la ciencia como su carácter representacional, su naturaleza a veces paradójica o aporética, son abordados por físicos, matemáticos y filósofos. El valor añadido de la Cátedra consiste en que los estudios sociales y los intrínsecos son abordados de forma sistemática en aras de una comprensión global de la ciencia. La orientación de la Cátedra va más allá de la filosofía de la ciencia o epistemología analítica, pero no es identificable con el enfoque CTS (Ciencia, Tecnología y Sociedad).
La Cátedra Miguel Sánchez-Mazas pretende beber de lo mejor de ambas tradiciones, y esto le lleva a proponer nuevas formas de abordar los problemas. Esta especificidad de la Cátedra la hace muy atractiva a los ojos de jóvenes investigadores predoctorales, y también investigadores avanzados de diversos países. Esta visión novedosa de la Cátedra ha inspirado uno de los Programas de Doctorado mejor valorado de la Universidad del País Vasco-Euskal Herriko Unibertsitatea. El Programa, denominado "Filosofía, Ciencia, Tecnología, Sociedad", distinguido con la Mención de Calidad del Ministerio de Educación, es fiel a los postulados de la Cátedra y tiene como docentes a algunos de los mejores especialistas interesados en el estudio de la ciencia. Entre ellos, Joxe Azurmendi, Fernando Broncano, Javier Echeverría, Manuel García-Carpintero, Andoni Ibarra, Thomas Mormann, León Olivé, David Papineau, Jon Pérez Laraudogoitia o Ana Rosa Pérez Ransanz. 

## Objetivos de la Cátedra
La Cátedra Miguel Sánchez-Mazas se ocupa de la publicación de la revista Theoria, cuyo editor general es Andoni Ibarra. Primera revista de filosofía analítica en España, fundada en 1952 por Miguel Sánchez-Mazas, es también revista de referencia en el área de filosofía de la ciencia, según la European Science Foundation.